# Александрос Мазаракис
Александрос Мазаракис, известен като капитан Йоанидис или Ениан (на гръцки: Αλέξανδρος Μαζαράκης, Ιωαννίδης, Αινιάν), е гръцки офицер, политик, учен и революционер, деец на Гръцката въоръжена пропаганда в Македония от началото на ХХ век, на три пъти е шеф на генералния щаб на гръцката армия, министър и член на Атинската академия.

## Биография

### Революционна дейност в Македония
Александрос Мазаракис е роден през 1874 година в Атина, Гърция. Негов брат е гръцкият офицер и революционер Константинос Мазаракис. Подобно на него влиза в гръцката военна академия и на 30 юни 1895 година е произведен в чин втори лейтенант от артилерията. През Гръцко-турската война от 1897 година е командир на артилерийска батарея, след което служи три години в новооткритото географска служба. През 1905 година се присъединява към гръцката пропаганда в Македония. Заедно с офицерите Димитриос Какавос и Атанасиос Ексадактилос и под ръководството на Ламброс Коромилас е връзка между главните комитети на пропагандата в Атина и Солун, където работи под прикритие като чиновник в гръцкото консулство. Повишен е в чин лейтенант през 1906 година, а след Младотурската революция от юли 1908 година прекратява революционната си дейност в Македония.

### Активна военна кариера
След това Александрос Мазаракис следва във военното училище в Сен Сир, Франция. През Балканските войни (1912-1913) е офицер от щаба на 7-а пехотна дивизия. През 1914 година е повишен в чин мойор и е назначен за щабен командир на 5-а пехотна дивизия, дислоцирана в град Драма. По време на Първата световна война през 1916 година се включва във Венизелисткото движение за национална отбрана на Солун, повишен в полковник и служи в различни отдели на генералния щаб до края на войната. След това придружава Елефтериос Венизелос в качеството си на военен експерт по време на Парижката мирна конференция, подготвя етнографски и военни студии в подкрепа на гръцките претенции след войната.
През юли 1919 година се завръща в Гърция и поема командването на Смирненската дивизия, дислоцирана в Мала Азия по време на Гръцко-турската война от 1919-1922 година. През 1920 година е произведен в генерал-майор, с дивизията си превзема Баликесир и продължава към Бурса по време на лятната гръцка офанзива. След това частта му е изтеглена, за да подсигурява по земя окупацията на Източна Тракия. Мазаракис ръководи десантите при Ерегли и Родосто, след което настъпва на север, където надвива турската съпротива при Люле Бургас, Бабаески и Чорлу, пленява турския командир Джафер Тайяр и достига укрепленията на Одрин. След тази успешна акция повторно се завръща в района на Бурса и командва поредица от настъпления срещу турските позиции. След парламентарната загуба на партията на Елефтериос Венизелос на изборите през ноември 1920 година Константинос Мазаракис подава оставка и напуска армията.
През 1921 година публикува серия статии, с които критикува политиката на новото правителство по отношение на войната с Турция и призовава стабилизация на фронта и укрепване на гръцките позиции, вместо да се предприема ново настъпление. След разгрома на гръцката армия в Азия през август 1922 година той е назначен за гръцки представител в преговорите за примирие в Мудания, което в крайна сметка не подписва, след като става ясно, че Гърция трябва да се изтегли от Източна Тракия. Впоследствие е повикан на активна служба и застава начело на генералния щаб на армията в Еврос, Западна Тракия, а след това участва в гръцката делегация на конференцията в Лозана като военен съветник.

### Начело на гръцката армия
През 1924 година е повишен в чин генерал-лейтенант и е назначен за началник на генералния щаб на гръцката армия, като основната му задача е реорганизацията и превъоръжението на армията след понесената катастрофа във войната. Освободен е от поста си след извършения от генерал Теодорос Пангалос преврат през юни 1925 година, но е повторно назначен през септември 1926 година след успешния контрапреврат, при който Пангалос е свален. Между 1926 и 1928 година служи като министър на отбраната в кабинета на Александрос Заимис, а през септември 1928 година е избран и за член на Атинската академия. През март 1929 година е назначен за главен инспектор на гръцките военни училища и скоро след това повторно за началник на генералния щаб на гръцката армия, който пост заема до юни 1931 година.
През март 1933 година заема постове в министерствата на националното образование, на външните работи и на авиацията, в кабинета на генерал-лейтенант Александрос Отонеос, дошъл на власт по спешност. След опита за провенизелистки преврат през 1935 година Мазаракис е суспендиран от активна служба и през 1937 година се пенсионира. В същата година е председател на Атинската академия.
Александрос Мазаракис е женен, но остава бездетен. Умира в Атина през 1943 година.